# Jüdischer Friedhof (Merxheim)
Der Jüdische Friedhof Merxheim  ist ein Friedhof in der Ortsgemeinde Merxheim (Nahe) im Landkreis Bad Kreuznach in Rheinland-Pfalz. 
Der jüdische Friedhof liegt südwestlich des Ortes am Höhenweg zum „Meckenbacher Wald“.
Auf dem 7823 m² großen Friedhof, der im Jahr 1830 angelegt wurde und flächenmäßig der größte jüdische Friedhof im Kreisgebiet ist, befinden sich 51 Grabsteine aus den Jahren 1830 bis 1936. Sie stehen in einem 2928 m² großen eingezäunten Areal.